# Linda Aronson
Linda Jane Aronson (* 20. März 1950 in London) ist eine britische Schriftstellerin.

## Leben
Aronson wuchs in Essex auf und gewann bereits im Alter von zwölf Jahren ein Stipendium für das Trinity College of Music in London. Später studierte sie in Irland an der University of Ulster und beteiligte sich an den Studentenprotesten ihrer Zeit. Mit ihrem Mann, den sie in Oxford kennengelernt hatte, zog sie nach Sydney. Das Ehepaar hat zwei Kinder.

## Rezeption
Linda Aronson schreibt Stücke für Bühne, Film, Fernsehen und Rundfunk und hat zahlreiche Preise gewonnen. Ihr erster Roman Kelp, der erstmals 1997 erschienen ist und mit dem Sanderson Award ausgezeichnet wurde, wurde in Deutschland unter dem Titel Ein Genie wie Emily veröffentlicht. Er beschreibt mit viel Humor die Probleme, die die vierzehnjährige Emily Tate mit ihrer Familie und vor allem mit der Seetangfabrik hat, die der Großvater hinterlassen hat. Der zweite Roman, Rude Health, wurde für den NSW Premier’s Literary Award nominiert. Der Nachfolgeband trägt den Titel Plain Rude.
Das bekannteste Bühnenstück Linda Aronsons, zu dem sie auch die Musik geschrieben hat, trägt den Titel Dinkum Assorted. Seit der Premiere im Sydney Opera House 1988 ist es regelmäßig auf den Spielplänen der Theater zu finden. Ihr Stück Reginka’s Lesson wurde mit dem Sydney Theatre Company short play award und mit dem Elizabethan Theatre Trust Biennial Play Award ausgezeichnet.
Unter den zahlreichen Beiträgen, die Linda Aronson fürs Fernsehen schrieb, ist besonders das Drehbuch zu Kostas zu erwähnen. Es wurde für den AFI award nominiert.
Linda Aronson hält regelmäßig Kurse über das Schreiben von Drehbüchern und schrieb darüber das Fachbuch Screenwriting Updated, das den Australian Award for Excellence in Academic Publishing gewann. Weitere Fachbücher sind Television Writing. The Ground Rules of Series, Serial and Sitcom und Writing with Imagination.

## Werke
- Plain rude. Puffin Books, Camberwell, Vic. 2004, ISBN 0-14-131064-2.
- Rude health. Macmillan Children, London 1999, ISBN 0-330-39060-0.
- Kelp. a comedy of love and seaweed. Macmillan Children, London 1998, ISBN 0-330-36949-0.
  - deutsche Übersetzung: Ein Genie wie Emilie. Fischer-Taschenbuch-Verlag, Frankfurt/M. 2000, ISBN 3-596-85059-2.